# Ruta 15 (Bolivia)
La Ruta Nacional 15 es una carretera boliviana perteneciente a la Red Vial Fundamental. El camino ha sido declarado parte de la Red Vial Nacional de Bolivia " Red Vial Fundamental " por Decreto 25.134 del 31 de agosto de 1998 y era el más corto de los caminos en ese momento.

## Historia
La vía tiene una longitud de sólo 27 kilómetros y se ubica en las tierras bajas bolivianas en el departamento de Cochabamba y allí en el municipio de Puerto Villarroel en la provincia de Carrasco. Comienza por el sur como un ramal de la ruta troncal Ruta 4 cerca del pueblo de Ivirgarzama y termina por el norte en el pueblo de Puerto Villarroel en la margen izquierda del río Ichilo. La Ruta 15 está pavimentada durante los 27 kilómetros completos.
El 24 de enero de 1998, el ministro de Desarrollo Económico de Bolivia Ivo Kuljis y autoridades del Departamento de Cochabamba inaugurarán las obras del tramo caminero Ivirgarzama-Puerto Villarroel. Los objetivos para diseñar este tramo fue la interconexión de la red nacional de carreteras troncales con el sistema de ríos navegables Ichilo-Mamoré. La carretera de 27 kilómetros de extensión esta planificada para que logre también la interconexión de la red nacional de carreteras troncales, facilitando esa manera el transporte de varios productos como la carne y ganado en pie desde el Beni a los mercados del interior.
El 14 de abril de 2022, el presidente de Bolivia Luis Arce Catacora anunció a construcción de la carretera con pavimento rígido entre Puerto Villarroel y Cochabamba.

## Ciudades

### Departamento Cochabamba
- km 000: Ivirgarzama
- km 027: Puerto Villarroel